# Croce e delizia (video Litfiba)
Croce e delizia è un video live del gruppo musicale rock italiano Litfiba, pubblicato in videocassetta nel 1998 dalla EMI italiana.

## Il video
Il filmato è stato registrato sotto la regia di Paolo Beldì al forum d'Assago il 12 maggio del 1997 ed è la testimonianza live del tour di Mondi sommersi dello stesso anno.
Il concerto registrato non è lo stesso pubblicato in versione CD con lo stesso titolo Croce e delizia, e la scaletta dei brani è diversa.

## Tracce
1. Fata Morgana
2. Imparerò
3. Regina di cuori
4. Spirito
5. Lo spettacolo
6. Sparami
7. Si può
8. Woda-Woda
9. Lacio drom (Buon viaggio)
10. Ritmo
11. Goccia a goccia
12. Animale di zona
13. Dottor M.
14. El diablo
15. L'esercito delle forchette
16. Tex
17. Soldi
18. Ritmo 2 #

## Formazione
- Piero Pelù - voce
- Ghigo Renzulli - chitarra e arrangiamenti
- Daniele Bagni - basso
- Roberto Terzani - tastiere, chitarra ritmica, campionamenti e cori
- Franco Caforio - batteria